# Kambutsue

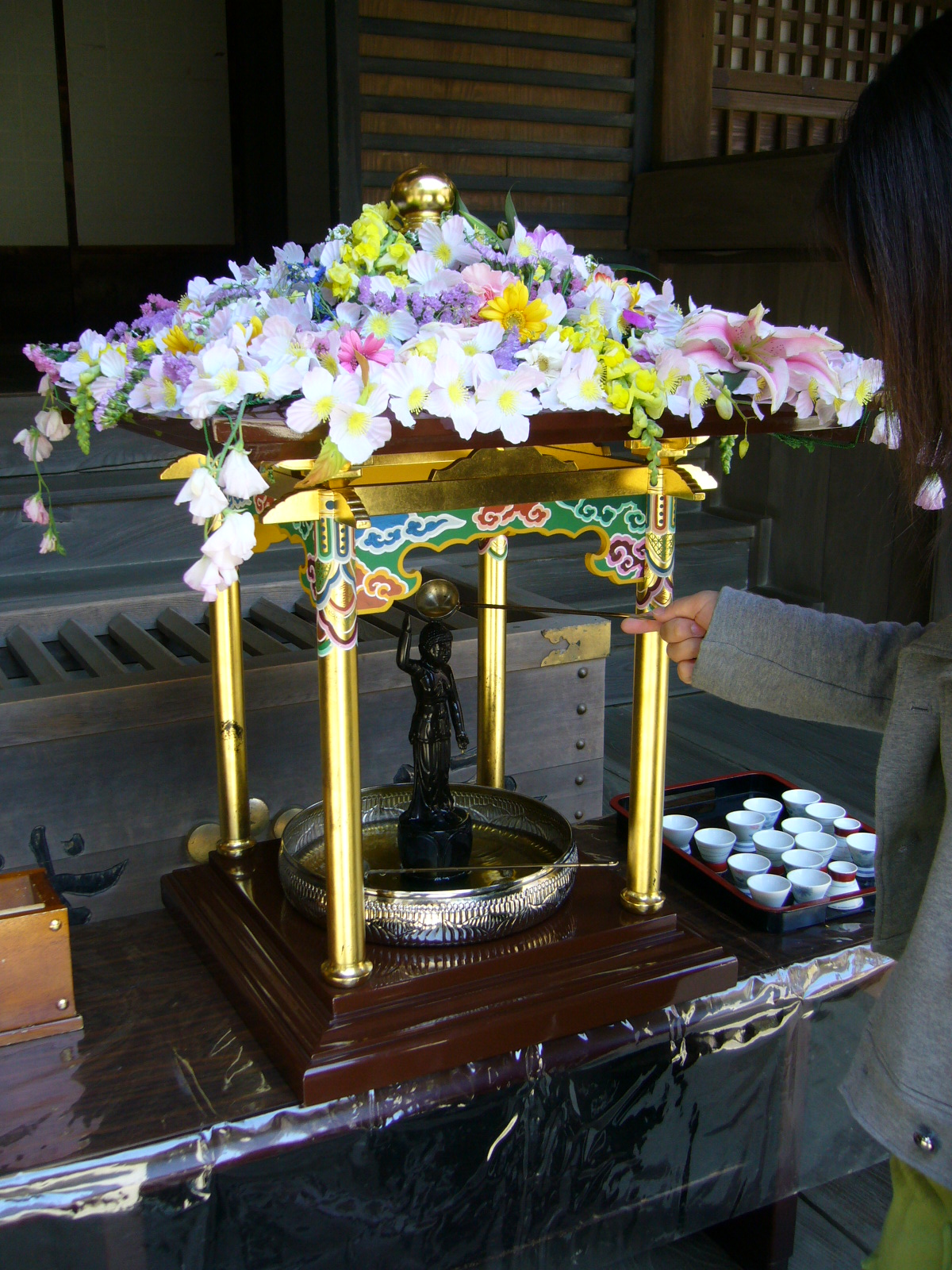
Hanamatsuri Buddha

Kambutsue (teilweise auch Kanbutsue, jap. 灌仏会) ist ein Matsuri, ein buddhistisches Fest, das am 8. April in Japan gefeiert wird. Anlass des Festes ist Buddhas Geburtstag. Das anlässlich dieses Feiertags abgehaltene Fest wird auch als Hana-Matsuri, „Blumenfest“, bezeichnet. Der 8. April ist auch in etwa der Zeitpunkt, an dem die Kirschblütenfront Tokio erreicht.
In den Tempeln wird eine Hanamido, eine „Blumenhalle“, eingerichtet, in der eine blumengeschmückte Statue des neugeborenen Buddha aufgestellt wird. Die Tempelbesucher bringen Blumenblüten als Opfer dar und beträufeln den Kopf der Statue mit Amacha, einem Tee aus fermentierten Hortensienblättern.  Der Legende nach regnete es Amacha, als Buddha geboren wurde. Dem Tee werden magische Kräfte nachgesagt. Er soll vor bösen Geistern (Oni), Schlangen und Insekten schützen.
Die Schreine veranstalten auch festliche Umzüge, bei denen die Feiernden farbenfrohe Kimonos tragen und Festwagen durch die Stadt gezogen oder getragen werden. Oft ist auf einem der Wagen ein weißer Elefant zu sehen, auf dessen Rücken das Buddhakind in einer Sänfte sitzt. Die Straßen werden mit Lampions und Bannern geschmückt, die Kirschblüten als Motiv tragen.
Wie bei allen Matsuri gibt es zahlreiche regionale Traditionen, die Festlichkeiten in einzelnen Tempeln können sich daher unterscheiden. 